# Recrue par excellence de la Ligue canadienne de football
Le titre de Recrue par excellence de la Ligue canadienne de football, appelé de 1972 à 1988 le trophée Schenley de la meilleure recrue, est décerné chaque année au joueur qui est considéré le meilleur à sa première saison dans la LCF. Deux joueurs sont en compétition pour ce titre, soit le vainqueur du trophée Frank-M.-Gibson attribué à la meilleure recrue de la division Est, et le vainqueur du trophée Jackie-Parker, remis à la meilleure recrue de la division Ouest. Le gagnant est choisi par les membres de Football Reporters of Canada, l'association des journalistes qui couvrent le football canadien, et par les entraîneurs-chefs de la ligue.

## Liste des lauréats
Pour la signification des abréviations, voir Glossaire des positions au football canadien.
- 1972 - Chuck Ealey (QA), Tiger-Cats de Hamilton
- 1973 - Johnny Rodgers (RÉ), Alouettes de Montréal
- 1974 - Sam Cvijanovich (SEC), Argonauts de Toronto
- 1975 - Tom Clements (QA), Rough Riders d'Ottawa
- 1976 - John Sciarra (QA), Lions de la Colombie-Britannique
- 1977 - Leon Bright (RÉ), Lions de la Colombie-Britannique
- 1978 - Joe Poplawski (RÉ), Blue Bombers de Winnipeg
- 1979 - Brian Kelly (RÉ), Eskimos d'Edmonton
- 1980 - William Miller (DO), Blue Bombers de Winnipeg
- 1981 - Vince Goldsmith (SEC), Roughriders de la Saskatchewan
- 1982 - Chris Isaac (QA), Rough Riders d'Ottawa
- 1983 - Johnny Shepherd (DO), Tiger-Cats de Hamilton
- 1984 - Dwaine Wilson (DO), Concordes de Montréal
- 1985 - Mike Gray (PD), Lions de la Colombie-Britannique
- 1986 - Harold Hallman (PD), Stampeders de Calgary
- 1987 - Gill Fenerty (en) (DO), Argonauts de Toronto
- 1988 - Orville Lee (en) (DO), Rough Riders d'Ottawa
- 1989 - Stephen Jordan (en) (DD), Tiger-Cats de Hamilton
- 1990 - Reggie Barnes (en) (DO), Rough Riders d'Ottawa
- 1991 - Jon Volpe (en) (DO), Lions de la Colombie-Britannique
- 1992 - Mike Richardson (en) (DO), Blue Bombers de Winnipeg
- 1993 - Mike O'Shea (en) (SEC), Tiger-Cats de Hamilton
- 1994 - Matt Goodwin (en) (DD), CFLers de Baltimore
- 1995 - Shalon Baker (en) (RÉ), Eskimos d'Edmonton
- 1996 - Kelvin Anderson (en) (DO), Stampeders de Calgary
- 1997 - Derrell Mitchell (en) (DI), Argonauts de Toronto
- 1998 - Mustafah Muhammad (en) (DD), Lions de la Colombie-Britannique
- 1999 - Paul Lacoste (en) (SEC), Lions de la Colombie-Britannique
- 2000 - Albert Johnson (en) (RÉ), Blue Bombers de Winnipeg
- 2001 - Barrin Simpson (en) (SEC), Lions de la Colombie-Britannique
- 2002 - Jason Clermont (en) (DI), Lions de la Colombie-Britannique
- 2003 - Frank Cutolo (en) (RÉ), Lions de la Colombie-Britannique
- 2004 - Nik Lewis (en) (RÉ), Stampeders de Calgary
- 2005 - Gavin Walls (en) (AD), Blue Bombers de Winnipeg
- 2006 - Aaron Hunt (en) (PD), Lions de la Colombie-Britannique
- 2007 - Cameron Wake (AD), Lions de la Colombie-Britannique
- 2008 - Weston Dressler (en) (DI), Roughriders de la Saskatchewan
- 2009 - Martell Mallett (en) (DO), Lions de la Colombie-Britannique
- 2010 - Solomon Elimimian (SEC), Lions de la Colombie-Britannique
- 2011 - Chris Williams (en) (RÉ), Tiger-Cats de Hamilton
- 2012 - Chris Matthews (RÉ), Blue Bombers de Winnipeg
- 2013 - Brett Jones (gridiron football) (en) (LO), Stampeders de Calgary
- 2014 - Dexter McCoil (en) (SEC), Eskimos d'Edmonton
- 2015 - Derel Walker (en) (RÉ), Eskimos d'Edmonton
- 2016 - DaVaris Daniels (en) (RÉ), Stampeders de Calgary
- 2017 - James Wilder Jr. (en) (DO), Argonauts de Toronto
- 2018 - Lewis Ward (en) (B), Rouge et Noir d'Ottawa
- 2019 - Nate Holley (en) (SEC), Stampeders de Calgary
- 2021 - Jordan Williams (en) (SEC), Lions de la Colombie-Britannique[1]
- 2022 - Dalton Schoen (en) (RÉ), Blue Bombers de Winnipeg
- 2023 - Qwan'tez Stiggers (en) (DD), Argonauts de Toronto[2]
- 2024 - Nick Anderson (en) (SEC), Elks d'Edmonton[3]